# بیوک وایلدکت
بیوک وایلدکت (Buick Wildcat) خودرویی است که در سال‌های ۱۹۶۳ تا ۱۹۷۰تولید شده‌است.
این خودرو در کلاس خودرو سایز بزرگ قرار گرفته و طراحی آن خودروهای موتور جلو-محور عقب بوده است. سیستم جعبه‌دندهٔ آن ۴ دنده به دو صورت خودکار و دستی است.